# Sân bay Bordeaux - Mérignac
Sân bay Bordeaux - Mérignac (tiếng Pháp: Aéroport de Bordeaux - Mérignac) (IATA: BOD, ICAO: LFBD) là một sân bay phục vụ thành phố Bordeaux. Sân bay Bordeaux tọa lạc ở Mérignac, cách 12 km về phía tây của Bordeaux, trong tỉnh Gironde. Năm 2012, sân bay này đã phục vụ 4.380.185 lượt khách, xếp thứ 6 trong các sân bay Pháp về số lượt khách.
Sân bay có 1 nhà ga gồm 2 sảnh.
Sân bay Bordeaux Mérignac được xây năm 1917 để làm một sân bay quân sự và dân sự dùng chung. Lúc đó đây là trung tâm chính cho hãng Air France nối Bordeaux với các điểm đến ở châu Âu và Bắc Phi. Trong thế chiến 2, Luftwaffe của Đức kiểm soát sân bay này.

## Hãng hàng không và tuyến bay

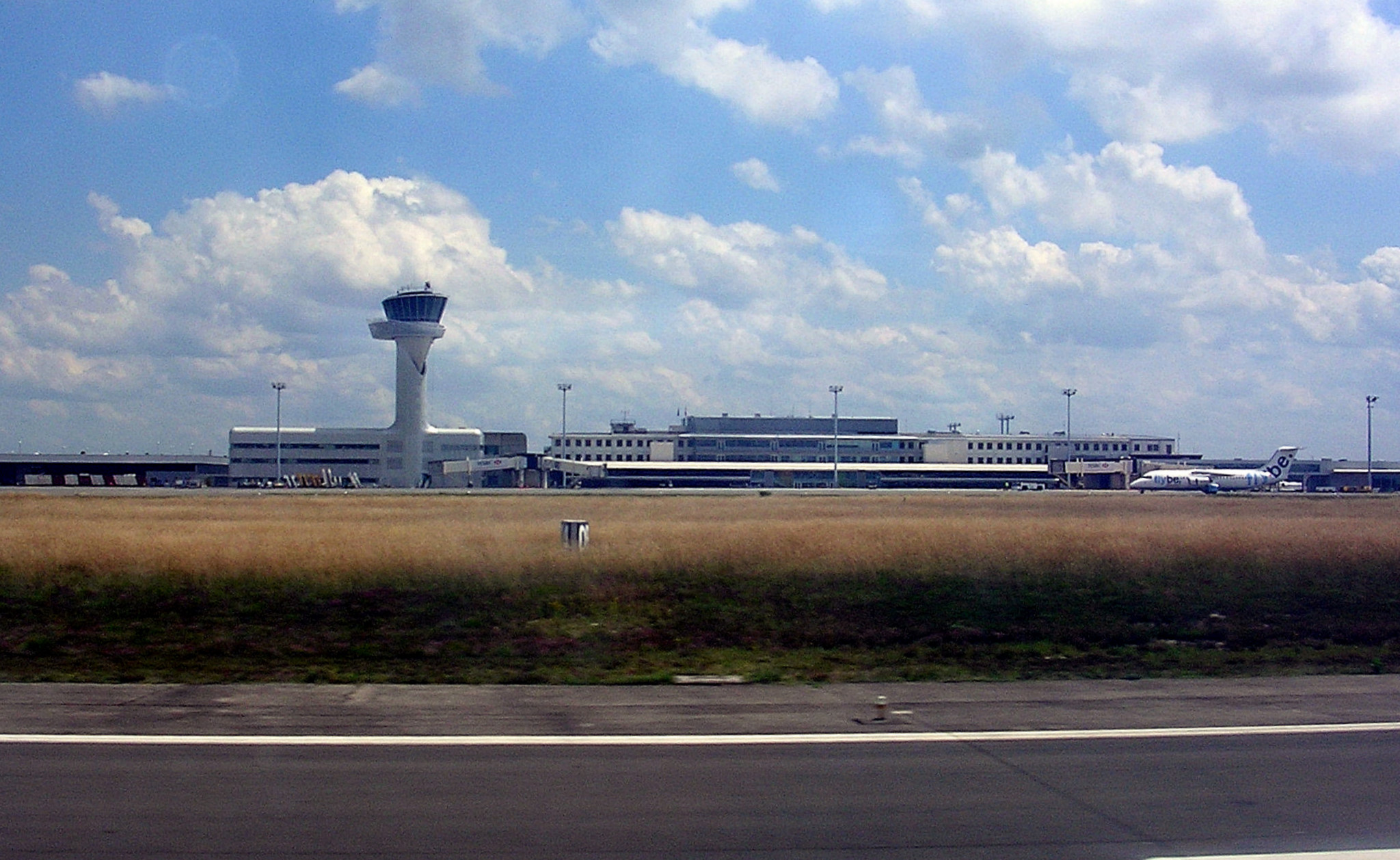
Sân bay Bordeaux Mérignac

| Hãng hàng không                         | Các điểm đến |
| --------------------------------------- | --- |
| Aer Lingus                              | Dublin |
| Air Algérie                             | Algiers, Oran [theo mùa] |
| Air France                              | Lyon, Paris-Charles de Gaulle, Paris-Orly                                                                                           |
| Air France cung ứng bởi Brit Air        | Nice |
| Air France cung ứng bởi Régional        | Ajaccio, Bastia [theo mùa], Barcelona, Brussels [ngừng từ ngày 27/6], Lille, Lisbon, Marseilles, Nantes, Rome-Fiumicino, Strasbourg |
| Airlinair cung ứng bởi Chalair Aviation | Brest, Rennes |
| Air Transat                             | Montréal-Trudeau [theo mùa] |
| Atlas Blue                              | Marrakech |
| Bmi cung ứng bởi bmibaby                | Manchester |
| British Airways                         | London-Gatwick |
| EasyJet                                 | Bristol, Liverpool, London-Luton, Lyon                                                                                              |
| EasyJet Switzerland                     | Basel/Mulhouse [bắt đầu từ ngày 20/6; theo mùa], Geneva                                                                             |
| Flybaboo                                | Geneva |
| Flybe                                   | Southampton [theo mùa] |
| Iberia cung ứng bởi Air Nostrum         | Madrid |
| KLM cung ứng bởi KLM Cityhopper         | Amsterdam |
| Norwegian Air Shuttle                   | Oslo, Stockholm-Arlanda [bắt đầu từ ngày 23/6]                                                                                      |
| Nouvelair Tunisie                       | Djerba, Monastir [theo mùa] |
| Royal Air Maroc                         | Casablanca |
| Tunisair                                | Djerba, Monastir [theo mùa], Tunis                                                                                                  |